# 夏思可
夏思可（法語：Patrick Cescau, 1948年9月27日—）是一位法国企业家，中文名叫夏思可。

## 生平
1948年出生于法国巴黎，1971年毕业于高等经济商业学院和欧洲工商管理学院。1973年进入法国联合利华，1980年成为德国联合利华财务分析师，1984年至1986年常驻鹿特丹，1986年至1989年任职于印度尼西亚联合利华，1989年至1991年任职于葡萄牙联合利华。1999年升任财务总监，2004年升任集团总裁，2005年4月至2008年12月担任集团首席执行官。2009年辞任改由保罗·波尔曼接任。2013年担任洲际酒店集团董事长。
此外2002年至2012年他还担任培生集团董事会成员，2009年至2015年担任乐购董事会成员。

## 荣誉
2005年被授予法國榮譽軍團勳章。

## 家庭
1974年结婚，有一儿一女。